# 하비에르 드롤라스
하비에르 드롤라스(Javier Drolas, 1972년 ~ )는 아르헨티나의 배우이다.

## 직품 목록
- 부에노스 아이레스에서 사랑에 빠질 확률 - 마틴 역
- 인 더 클라우드 (단편)
- 하우 투 윈 에너미스
- 아이 엠 길다 (더 라틴 뮤직 세인트)
- 세베리나